# طريف بن يوسف الأعمى
طريف بن يوسف الأعمى هو قائد تنفيذي سعودي، وطبيب، وأكاديمي، يشغل حاليًا منصب رئيس جامعة الملك عبد العزيز في جدة، المملكة العربية السعودية. يُعرف بإسهاماته في قيادة قطاع الرعاية الصحية، والإدارة الاستراتيجية، والتعليم في المملكة العربية السعودية، بخبرة تزيد عن 20 عامًا في مناصب رفيعة المستوى، بما في ذلك منصب وكيل وزارة الصحة للخدمات العلاجية.

## النشأة والتعليم
حصل طريف على بكالوريوس الطب والجراحة من جامعة الملك عبد العزيز، وتخرج منها متفوقًا على دفعته. تابع تدريبه الطبي في كندا، وحصل على شهادات البورد في الطب الباطني وطب الشيخوخة. تشمل إنجازاته التعليمية ما يلي:
- الكلية الملكية للأطباء والجراحين في كندا - الطب الباطني وطب الشيخوخة (2007-2008)[5]
- البورد الأمريكي لطب الشيخوخة - ضمن أفضل 10% (2008)
- كلية الطب بجامعة هارفارد - دورة مراجعة طب الشيخوخة (2008)
- أخصائي قياس كثافة سريري معتمد - الجمعية الدولية لقياس الكثافة السريرية (2009)

كما تابع الدكتور طريف تدريبًا في القيادة التنفيذية في مؤسسات مرموقة مثل كلية لندن للأعمال، وكلية هارفارد للأعمال، وكلية روس للأعمال بجامعة ميشيغان.

## المسيرة المهنية

### القيادة الأكاديمية
تولى الدكتور طريف رئاسة جامعة الملك عبد العزيز عام 2024، حيث تضم أكثر من 100,000 طالب و15,000 موظف. يركز على تحويل جامعة الملك عبد العزيز إلى مؤسسة عالمية ريادية، بما يتماشى مع رؤية السعودية 2030 من خلال تعزيز الابتكار والبحث وتنمية المواهب.
تشمل مسيرة الدكتور طريف المهنية الواسعة في مجال الرعاية الصحية مناصب مهمة في وزارة الصحة:
- نائب الوزير للخدمات العلاجية (2014-2024): أشرف على أكثر من 270 مستشفى، وخدمات طوارئ، ورعاية صحية نفسية، وشركات أدوية.[10]
- القيادة خلال جائحة كوفيد-19: قاد الجهود لزيادة سعة وحدات العناية المركزة بأكثر من 50%، وأدخل بروتوكولات تشخيصية متقدمة، وبسط خدمات الرعاية الصحية، مما أدى إلى وفورات كبيرة في التكاليف وزيادة في الكفاءة.
- قائد منصة القدرات (2014): حسّن عمليات المستشفيات، وعالج مشاكل البنية التحتية المزمنة.

أدت مبادراته إلى إنجازات ملحوظة، منها:
- تطبيق معايير الجودة ومؤشرات الأداء في جميع المستشفيات.
- خفض أوقات انتظار المستشفيات وأيام إقامة المرضى الداخليين، مما وفر حوالي 100 مليون دولار سنويًا.
- إدخال مشاريع الاستعانة بمصادر خارجية لوحدات الرعاية الحرجة.
- عضويات مجالس الإدارة والأدوار الاستشارية
- يشغل الدكتور طريف عضوية العديد من المجالس واللجان الرئيسية، مساهمًا في حوكمة الرعاية الصحية، والبحث العلمي، والتعليم:
- عضو مجلس إدارة بالاتحاد الرياضي للجامعات السعودية
- عضو مجلس إدارة بمدينة الملك عبد العزيز للعلوم والتقنية.
- عضو مجلس إدارة ورئيس قسم كفاءة الاستجابة للطوارئ بهيئة الهلال الأحمر السعودي.
- عضو مجلس إدارة مؤسس بشركة الصحة القابضة (مجموعة المنطقة الغربية).[11]

## الأوسمة والجوائز
- وسام الملك عبد العزيز من الدرجة الثانية - مُنح لخدمته المتميزة في مجال الرعاية الصحية والقيادة (2021).[12]
- الجائزة العالمية لإنتان الدم - تقديرًا لجهوده الرائدة في تحسين رعاية مرضى إنتان الدم في المملكة العربية السعودية.
- جائزة جمعية الاستشارات الإدارية - لمساهماته في برنامج وزارة الصحة ADAA.
- جائزة كوفمان الكندية - لأبحاثه المتميزة في مجال طب الشيخوخة (2009).

### التدريب على القيادة المهنية
أكمل الدكتور طريف العديد من برامج القيادة:
- برنامج القيادة التنفيذية العليا - كلية لندن للأعمال (2018)
- استراتيجية تقديم الرعاية الصحية - كلية هارفارد للأعمال (2022)
- طبيب تنفيذي معتمد - الجمعية الأمريكية لقيادة الأطباء (2020)
- الحزام الأسود في سيجما ستة - شهادة في تحسين العمليات (2018)[11]

## حياته الشخصية
لا يزال الدكتور طريف نشيطًا في المجال الأكاديمي كأستاذ مساعد في الطب الباطني وطب الشيخوخة بجامعة الفيصل، وشغل مناصب تدريسية في مؤسسات مختلفة في المملكة العربية السعودية وكندا. ولا تزال مساهماته في مجالي الرعاية الصحية والتعليم تُسهم في صياغة السياسات العامة والتميز المؤسسي في المملكة العربية السعودية.
| سبقه هناء بنت عبد الله بن علي النعيم مكلفة | مدير جامعة الملك عبد العزيز 1444 هـ - 1445 هـ | تبعه |